# Patrie immaginarie
Patrie immaginarie (Imaginary Homelands) è una raccolta di scritti non narrativi originariamente pubblicati sulla stampa periodica, dello scrittore indiano Salman Rushdie. I testi variano dalle considerazioni politiche su Indira Gandhi (toccante il saggio sul suo assassinio, nonostante la totale disapprovazione per la sua politica) a Mrs Thatcher, al cinema di Satyajit Ray, di Attenborough, a saggi su vari scrittori, tra cui Calvino, Nadine Gordimer, Günter Grass, Saul Bellow. Di grandi interesse sono anche gli scritti dedicati ai romanzi di Rushdie e alla propria vita durante la fatwa. Sebbene Rushdie non abbia ancora pubblicato il diario che ha tenuto durante questi anni terribili, si può trovare una toccante testimonianza di quei giorni nel saggio che chiude Patrie immaginarie.

## Edizioni in italiano
- Salman Rushdie, Patrie immaginarie, A. Mondadori, Milano 1991
- Salman Rushdie, Patrie immaginarie, traduzione di Carola Di Carlo, A. Mondadori, Milano 1994